# キャンベル (モデルエージェンシー)
モデルエージェンシー キャンベル（model agency Campbell）は、愛知県名古屋市に本社を置く日本のモデルエージェンシーである。

## 概要
モデル業の他、愛知県を拠点に活動したアイドルユニット「Breeze」のメンバーとしても活動した坂田智子により2008年に設立。中部地方を中心に活動するモデル・タレントが多く在籍しており、中でもつのだ香澄がレースクイーンとしても活躍する等、全国区へも視野を広げている。名古屋の他、東京と京都にも支社を構える。
企業理念は「謙虚と挑戦」。

## 所属モデル・タレント
※2024年10月現在。

### 女性
- 中嶌杏里
- 樹夏 - BSJプロジェクトが運営するアイドルユニット「D☆GiRL」に参加。
- 熊野ラリサ
- 片山絵梨奈
- Yumiko
- 紫音
- 川渕りんな
- Meru
- 寺田チカ
- 大矢ひな
- 村井英
- 七海さや
- 寺田チカ
- SERINA
- 浜田渓
- 四季かんな - BSJプロジェクトが運営するアイドルユニット「D☆GiRL」に参加。
- 実咲 - BSJプロジェクトが運営するアイドルユニット「D☆GiRL」に参加。

### 男性
- 長谷川蒼真
- 岡本真範
- 具志堅太志
- イーサン
- 嶋太陽
- 松尾雅典
- Miyuu
- 山田樹
- 市村羽冴門
- 和田裕司
- 阪井嶺智
- 吉田伊吹
- 川口誉帆
- 神谷泰輝